# Храм Рождества Христова (Арзамас)
Храм Рождества Христова — храм Арзамасского благочиннического округа Нижегородской епархии Русской православной церкви.
Построен на средства арзамасского купца А. Я. Заяшникова. Архитектор — Константин Тон.

## История
Тёплый храм Рождественского прихода, возведённый в 1850—1852 годах наследниками купца-откупщика А. М. Заяшникова. Выстроен вместо прежнего каменного здания. Боковые приделы в честь Благовещения Пресвятой Богородицы, святителя Николая Чудотворца и преподобномученицы Евдокии.
Был закрыт в 1940 году, передан под пекарню, купола сломаны. В 1990-х годах возвращён верующим, отреставрирован.

## Архитектурные особенности
Восьмистолпный храм в русско-византийском стиле с пощипцовыми завершениями прясел фасадов, увенчанный пятью шатровыми куполами.